# Stachytarpheta indica
Espèce
Statut de conservation UICN

 LC  : Préoccupation mineure
Stachytarpheta indica est une espèce de plantes de la famille des Verbénacées originaire d'Amérique centrale et tropicale.